# Mesopolobus elymi
Mesopolobus elymi är en stekelart som först beskrevs av Dzhanokmen 1984.  Mesopolobus elymi ingår i släktet Mesopolobus och familjen puppglanssteklar. Inga underarter finns listade i Catalogue of Life.